# Simplicia monocaula
Simplicia monocaula là một loài bướm đêm trong họ Noctuidae.